# Machalpur
Machalpur (o Maohalpur) è una suddivisione dell'India, classificata come nagar panchayat, di 7.884 abitanti, situata nel distretto di Rajgarh, nello stato federato del Madhya Pradesh. In base al numero di abitanti la città rientra nella classe V (da 5.000 a 9.999 persone).

## Geografia fisica
La città è situata a 24° 7' 60 N e 76° 17' 60 E e ha un'altitudine di 388 m s.l.m..

## Società

### Evoluzione demografica
Al censimento del 2001 la popolazione di Machalpur assommava a 7.884 persone, delle quali 4.063 maschi e 3.821 femmine. I bambini di età inferiore o uguale ai sei anni assommavano a 1.324, dei quali 696 maschi e 628 femmine. Infine, coloro che erano in grado di saper almeno leggere e scrivere erano 4.192, dei quali 2.714 maschi e 1.478 femmine.